# Transformers: Fața ascunsă a Lunii
Transformers: Dark of the Moon (sau Transformers 3, în română Transformers: Fața ascunsă a Lunii) este un film american științifico-fantastic cu roboți din anul 2011. Filmul face parte din seria de filme Transformers, este regizat de Michael Bay și produs de Steven Spielberg. Este o continuare a filmelor Transformers - Războiul lor în lumea noastră (2007) și Transformers 2: Răzbunarea celor învinși (2009). Filmul este disponibil în format normal 2D, Real D 3D sau IMAX, cu sunet Dolby Surround 7.1.